# Шаблонный код
Шаблонный код, boilerplate-код (англ. boilerplate code) — нетворческий программный код, который программисту приходится писать вследствие требований языка программирования, операционной системы, библиотеки подпрограмм, манеры программирования и прочего. Название «шаблонный» говорит, что он повторяется из функции в функцию, из программы в программу с минимальными изменениями. Шаблонными, в числе прочего, будут:
- подключение модулей;
- настройка компилятора и/или системы сборки;
- организация точки входа в программу или подпрограмму;
- код инициализации и выхода.

Например, в простейшем «Hello, world» на Си все строки, кроме собственно printf(...), будут шаблонными.
```
#include
 
<stdio.h>
                    //< шаблонный — подключение модуля

int
 
main
()
                            
//< шаблонный — точка входа

{
                                     
//< шаблонный — точка входа

  
printf
(
"Hello, world!
\n
"
);
          
//< творческий!!

  
return
 
0
;
                           
//< шаблонный — выход

}
                                     
//< шаблонный — точка входа

```

К шаблонному коду близок так называемый bookkeeping code — творческий, но сравнительно простой код, обеспечивающий дополнительные стороны функционирования программы наподобие загрузки-сохранения.

## Этимология понятия «boilerplate»
Слово «boilerplate» по-английски означает «котельное железо». Применительно к шаблонному тексту встречается уже в 1950-х. Этимология неясна и определённо происходит из лексикона полиграфистов, основные версии:
1. Местные американские газеты подписывались на получение новостей у крупных печатных синдикатов, и те присылали их в виде готовых заметок на отлитых печатных формах. Эти формы и называли «котельным железом»[1][2].
2. Печатные формы, которые нужны были многократно в нескольких выпусках газеты — для газетных шапок, объявлений от постоянных клиентов и т. д. — делали из стали, в то время как основная часть газеты набиралась из свинцового сплава[3].
3. Дымогарный котёл требовал сверления множества отверстий, в которые вставляли дымогарные трубы. Для сверления использовали пластины-шаблоны, и написание стандартных объявлений сравнили с шаблонным сверлением отверстий[4][5].

## Методы уменьшения количества шаблонного кода

### Системы и библиотеки, решающие вопрос
Стандартный код на Java:
```
public
 
class
 
Book
 
{

    
private
 
String
 
m_ISBN
;

    
private
 
String
 
m_Title
;

    
private
 
String
 
m_SubTitle
;

    
private
 
String
 
m_Autor
;

    
public
 
String
 
getISBN
()
 
{
 
return
 
m_ISBN
;
 
}

    
public
 
void
 
setISBN
(
String
 
pISBN
)
 
{
 
m_ISBN
 
=
 
pISBN
;
 
}

    
public
 
String
 
getTitle
()
 
{
 
return
 
m_Title
;
 
}

    
public
 
void
 
setTitle
(
String
 
pTitle
)
 
{
 
m_Title
 
=
 
pTitle
;
 
}

    
public
 
String
 
getSubTitle
()
 
{
 
return
 
m_SubTitle
;
 
}

    
public
 
void
 
setSubTitle
(
String
 
pSubTitle
)
 
{
 
m_SubTitle
 
=
 
pSubTitle
;
 
}

    
public
 
String
 
getAutor
()
 
{
 
return
 
m_Autor
;
 
}

    
public
 
void
 
setAutor
(
String
 
pAutor
)
 
{
 
m_Autor
 
=
 
pAutor
;
 
}

}

```

Аналогичный код на C#…
```
public
 
class
 
Book

{

    
public
 
string
 
ISBN
 
{
 
get
;
 
set
;
 
}

    
public
 
string
 
Title
 
{
 
get
;
 
set
;
 
}

    
public
 
string
 
SubTitle
 
{
 
get
;
 
set
;
 
}

    
public
 
string
 
Autor
 
{
 
get
;
 
set
;
 
}

}

```

…и на Kotlin
```
data
 
class
 
Book
(
var
 
ISBN
:
 
String
,
 
var
 
Title
:
 
String
,
 
var
 
SubTitle
:
 
String
,
 
var
 
Autor
:
 
String
)

```

Стоит сказать, что языки программирования стараются избавляться от шаблонного кода. Примером может быть 17 версия Java, в которой появился специальный тип record, позволяющий писать меньше кода, подобно Kotlin
```
public
 
record
 
Book
(
String
 
m_ISBN
,
 
String
 
m_Title
,
 
String
 
m_SubTitle
,
 
String
 
m_Autor
)
 
{

}

```

### Автогенераторы кода
Например, в системе Qt Widgets код минимальной формы с кнопкой состоит из нескольких файлов, приведём один.
```
//== FmMain.cpp ==

#include
 
"FmMain.h"

#include
 
"ui_FmMain.h"

FmMain
::
FmMain
(
QWidget
 
*
parent
)

    
:
 
QMainWindow
(
parent
)

    
,
 
ui
(
new
 
Ui
::
FmMain
)

{

    
ui
->
setupUi
(
this
);

}

FmMain
::~
FmMain
()

{

    
delete
 
ui
;

}

void
 
FmMain
::
on_btDemo_clicked
()

{

    
ui
->
btDemo
->
setText
(
"Demo!!"
);
    
//< Только эту строку мы пишем вручную!

}

```

При этом только одну строку программист пишет вручную.

### Адекватные настройки по умолчанию
Пример 1. В Qt+MinGW для создания автономной консольной программы под Windows надо сделать:
```
win32-g++
 
{

    
QMAKE_CXXFLAGS
 
+=
 
-static-libgcc
 
-static-libstdc++

    
LIBS
 
+=
 
-static
 
-lpthread

}

```

Это также считается шаблонным кодом. Поскольку мелкие учебные и экспериментальные программы обычно являются автономными и консольными, возможно, следовало бы добавлять подобный код всегда при создании пустой консольной программы — а разработчик более сложного ПО, использующего чужие динамические библиотеки, просто стирал бы его.
Пример 2. Полный HTML выглядит так:
```
<!DOCTYPE html>

<
html
 
lang
=
"en"
>

<
head
>

  
<
meta
 
charset
=
"UTF-8"
/>

  
<
title
>
Test
</
title
>

</
head
>

<
body
>

  
<
p
>
Hello world!
</
p
>

</
body
>

</
html
>

```

Стандарт WHATWG HTML позволяет опустить html, head и body. Meta charset можно опустить, если HTML пришёл от сервера и в заголовках HTTP есть кодировка. Так что остаётся…
```
<!DOCTYPE html>

<
title
>
Test
</
title
>

<
p
>
Hello world!
</
p
>

```

### Препроцессоры
Пример 1. В том же Qt есть две программы, создающие часть Си++-кода формы — метаобъектный компилятор (moc) и компилятор интерфейса (uic).
Пример 2. Создание копии объекта с учётом умных указателей Си++11 выглядит так.
```
#include
 
<iostream>

#include
 
<memory>

class
 
Abstract
 
{

public
:

    
auto
 
clone
()
 
const
 
{
 
return
 
std
::
unique_ptr
<
Abstract
>
{
 
vclone
()
 
};
 
}

protected
:

    
virtual
 
Abstract
*
 
vclone
()
 
const
 
=
 
0
;

};

class
 
Abstract2
 
:
 
public
 
Abstract
 
{

public
:

    
auto
 
clone
()
 
const
 
{
 
return
 
std
::
unique_ptr
<
Abstract2
>
{
 
vclone
()
 
};
 
}

protected
:

    
virtual
 
Abstract2
*
 
vclone
()
 
const
 
=
 
0
;

};

class
 
Concrete
 
:
 
public
 
Abstract2
 
{

public
:

    
auto
 
clone
()
 
const
 
{
 
return
 
std
::
unique_ptr
<
Concrete
>
{
 
vclone
()
 
};
 
}

protected
:

    
Concrete
*
 
vclone
()
 
const
 
override
 
{
 
return
 
new
 
Concrete
(
*
this
);
 
}

};

int
 
main
()

{

    
Concrete
 
impl
;

    
Abstract
*
 
a
 
=
 
&
impl
;

    
std
::
unique_ptr
<
Abstract
>
 
b
 
=
 
a
->
clone
();

    
std
::
unique_ptr
<
Concrete
>
 
c
 
=
 
impl
.
clone
();

    
return
 
0
;

}

```

Здесь шаблонный код — реализации функций vclone и clone.
С препроцессором Си этот код будет выглядеть так, и чем больше классов в иерархии, тем больше выигрыш:
```
#define IMPL_CLONE_1(Class, Body)  \

    public:     auto clone() const { return std::unique_ptr<Class>{ vclone() }; } \

    protected:  virtual Class* vclone() const Body

#define IMPL_CLONE_ABSTRACT(Class) IMPL_CLONE_1(Class, override = 0;)

#define IMPL_CLONE_CONCRETE(Class) IMPL_CLONE_1(Class, override { return new Class(*this); })

class
 
Abstract
 
{

    
IMPL_CLONE_1
(
Abstract
,
 
=
0
;)

};

class
 
Abstract2
 
:
 
public
 
Abstract
 
{

    
IMPL_CLONE_ABSTRACT
(
Abstract2
)

};

class
 
Concrete
 
:
 
public
 
Abstract2
 
{

    
IMPL_CLONE_CONCRETE
(
Concrete
)

};

```

### Метапрограммирование
На Си++ обрезка пробелов (trim) в строках разного типа «на месте» (без выделения памяти) будет выглядеть так:
```
std
::
string_view
 
trimSv
(
std
::
string_view
 
x
)
 
{

  
// Какая-то реализация

}

std
::
wstring_view
 
trimSv
(
std
::
wstring_view
 
x
)
 
{

  
// Похожая реализация

}

```

И то же с метапрограммированием:
```
namespace
 
detail
 
{

  
template
 
<
class
 
Ch
,
 
class
 
Traits
>

  
std
::
basic_string_view
<
Ch
,
 
Traits
>
 
trimSv
(
std
::
basic_string_view
<
Ch
,
 
Traits
>
 
x
)
 
{

    
// Реализация

  
}

}

template
 
<
class
 
S
>

inline
 
auto
 
trimSv
(
const
 
S
&
 
x
)

  
{
 
return
 
detail
::
trimSv
(
static_cast
<
std
::
basic_string_view
>
(
x
));
 
}

```

Код также многословный (вторая функция нужна, чтобы под шаблон подходил не только std::string_view, но и близкие к нему типы std::string и const char*), но как минимум без повторов.
Си++23 решает задачу с созданием копии метапрограммированием, через this-параметры. В коде есть ловушка: невозможно создать точное копирование одним только шаблоном, виртуальный vclone() всё равно нужен — иначе произойдёт непреднамеренное присваивание в базовый тип.
```
class
 
Abstract
 
{

public
:

  
template
 
<
class
 
Self
>

  
auto
 
clone
(
this
 
const
 
Self
&
 
me
)

  
{

    
using
 
CleanSelf
 
=
 
std
::
decay
<
Self
>
;

    
return
 
std
::
unique_ptr
<
CleanSelf
>
{
 
me
.
vclone
()
 
};
 

  
}

};

```